# Backfire!
Backfire! è un film del 1995 diretto da A. Dean Bell.
È un film comico statunitense con Robert Mitchum, Kathy Ireland e Telly Savalas. È una parodia del film Fuoco assassino.

## Produzione
Il film fu diretto e sceneggiato da A. Dean Bell e fu prodotto da J. Christian Ingvordsen (che curò anche il soggetto insieme allo stesso Bell) per la Second Alarm Film Partnership e la Sultan Films. Fu girato a New York.

## Distribuzione
Il film fu distribuito negli Stati Uniti dal 20 gennaio 1995 dalla A-Pix Entertainment.
Altre distribuzioni:
- in Germania (Backfire - Die total verrückte Feuerwehr)
- in Brasile (Loucademia de Bombeiros)
- in Polonia (Ognisty wydmuch)
- in Ungheria (Tüzelj vissza)

## Critica
Secondo Leonard Maltin il film è "una commedia che non farà ridere proprio nessuno". Maltin osserva, inoltre, che "i tempi di La morte corre sul fiume sono davvero lontani per Mitchum e la Winters".

## Promozione
La tagline è: "A Bonfire of the Insanities.".